# Крекінг-установка у Раунгаймі
Крекінг-установка у Раунгаймі — колишнє нафтохімічне виробництво, яке працювало у другій половині 20 століття в німецькій землі Гессен.
В 1963 році компанія Caltex (спільне підприємство Chevron та Texaco) відкрила у Раунгаймі нафтопереробний завод, на майданчику якого невдовзі запрацювала установка парового крекінгу (піролізу), яка станом на 1970-й мала потужність у 320 тисяч тонн етилену на рік. При цьому як сировину використовували газовий бензин (naphtha).
На початку 1980-х після стрімкого зростання нафтових цін та відповідного падіння попиту на нафтопродукти НПЗ у Раунгаймі закрили. Була виведена з експлуатації і піролізна установка (можливо відзначити, що приблизно у той же період у Німеччині закрили ще одне велике підприємство з випуску ненасичених вуглеводнів — крекінг-установку у Кельні).